# Pa'l Norte 2024
Pa'l Norte 2024 fue la decimosegunda edición del festival, el cual se realizó los días 29, 30 y 31 de marzo en el Parque Fundidora de la ciudad de Monterrey.

## Desarrollo
El 24 de octubre de 2023 se confirmó la duodécima edición de Pa’l Norte, por segunda ocasión consecutiva con duración de tres días, a realizarse el fin de semana del 29-31 de marzo de 2024.
La preventa se lanzó el 27 de octubre de 2023 a través de Ticketmaster para clientes Hey Banco, mientras que la venta general comenzó el 28 de octubre del mismo año.
Durante el primer día, Kendrick Lamar canceló su show una hora antes de salir al escenario citando “problemas logísticos”. Peso Pluma cubrió la presentación y aceptó extender el horario de su actuación, inicialmente con duración de una hora. Así mismo, el set de Deorro se reubicó al escenario Tecate Light.
El festival rompió récord de asistencia, congregando a un total de 300 000 asistentes en los tres días del evento.

## Line up
El line up fue anunciado el 1 de noviembre de 2023 y estuvo encabezado por: Kendrick Lamar, Peso Pluma, Keane, Blink-182, Louis Tomlinson, Thirty Seconds to Mars, Imagine Dragons, Maná, Placebo y Fuerza Regida.
El 22 de marzo de 2024 se publicaron los horarios para las tres jornadas. Tres días previo al inicio del festival se anunció la baja de Sum 41 por problemas de logística, siendo reemplazados por la banda australiana Wolfmother. Por otra parte, Khea y Highly Suspect desaparecieron del cartel con la información de los horarios, siendo que estaban incluidos en el anuncio original.

### Tecate Light
| Viernes                                                                                  | Sábado                                                                          | Domingo                                                                                     |
| ---------------------------------------------------------------------------------------- | ------------------------------------------------------------------------------- | ------------------------------------------------------------------------------------------- |
| - Kendrick Lamar - Peso Pluma - Keane - Belanova - Kevin Kaarl - The Vaccines - Cimafunk | - Blink-182 - Louis Tomlinson - Danny Ocean - Alok - Latin Mafia - Clubz - TIMØ | - Imagine Dragons - Maná - Royal Blood - Enjambre - LAGOS - El Mató a un Policía Motorizado |

1. ↑  Kendrick Lamar canceló su actuación minutos antes de salir al escenario. En su lugar se extendió la presentación de Peso Pluma.

### Tecate Original
| Viernes | Sábado                                                                                           | Domingo                                                                                                |
| --- | ------------------------------------------------------------------------------------------------ | --- |
| - Tokyo Ska Paradise - Chencho Corleone - Dread Mar-I - Bomba Estéreo - Elsa y Elmar - Leisure - The Snuts | - Anitta - Thirty Seconds to Mars - Wolfmother - Danna Paola - DLD - Ari Abdul - La Delio Valdez | - Fuerza Regida - Placebo - Santa Fe Klan - Kenia Os - Daniel, Me Estás Matando - Bratty - Sexy Zebras |

### Fusión Telcel
| Viernes | Sábado | Domingo                                                                                                |
| --- | --- | --- |
| - Los Estrambóticos - Bad Religion - Aitana - Cuarteto de Nos - Rawayana - Silvestre y La Naranja - La Pegatina | - Aterciopelados - Young the Giant - Turnstile - Devendra Banhart - Los Mesoneros - Bruses - Technicolor Fabrics - La Garfield - Depresión Sonora | - Genitallica - Enanitos Verdes - The Warning - Men I Trust - Jay de la Cueva - The Aces - Viva Suecia |

### Sorpresa Viva[9]
| Viernes                | Sábado                          | Domingo                      |
| ---------------------- | ------------------------------- | ---------------------------- |
| - Ángel & Khriz - Xavi | - Capital Cities - Bobby Pulido | - La Factoría - Elvis Crespo |

### Oasis Bacardí
| Viernes                                                                                     | Sábado | Domingo |
| ------------------------------------------------------------------------------------------- | --- | --- |
| - Batalla de Campeones - Inna - Alemán - Jesse Baez - Eme MalaFe - Vaquero - AQUIHAYAQUIHAY | - Instituto Mexicano del Sonido - Mc Davo - Gabito Ballesteros - Humbe - Yng Lvcas - Natos y Waor - Go Golden Junk - Los Esquivel - Queralt Lahoz | - La Banda Bastön - Álvaro Díaz - Lola Índigo - Oscar Maydon - Mario Bautista - Elena Rose - Yoss Bones - Gale |

### Club Social Kia
| Viernes | Sábado | Domingo |
| --- | --- | --- |
| - Deorro - DJ Luian - Satin Jackets - Emmit Fenn - Ms Nina - Legallyrxx - Girl Ultra - Rayben - Rixxia - Baby2000 | - R3hab - BoomBox - Agudelo 888 - Electric Guest - El Bogueto - Nsqk - SBM - Chucho Teliz - Grls - Ilse Hendrix - Agsulo | - Lost Frequencies - Icona Pop - Generationals - Pablito Mix - Luci - Alleycvt - Nash - Noizekidd - Disco Bahía - Eliangel |

### Acústico Hey Banco
| Viernes                                                                                               | Sábado | Domingo                                                                           |
| --- | --- | --------------------------------------------------------------------------------- |
| - Finde - Aterciopelados - Javier Blake - Young the Giant - DLD - Los Mesoneros - Yukun - Walter Esaú | - Hello Seahorse! - Nicho Hinojosa - Enjambre - Marcos Menchaca - Mehro - Silvestre y La Naranja - Andrea Ele | - Reyno - Allison - Kinky - Leo Rizzi - Ivana - Orion - CoolestAndie - Mariangela |

### Villa Maravilla Tecate
| Viernes | Sábado | Domingo |
| --- | --- | --- |
| - Infected Mushroom - Nick Warren - Marten Lou - Azzecca - Mariana BO - Solar b2b Machiko - Lara Project - Leo Leonski - Sambra | - Anfisa Letyago - Lee Burridge - LP Giobbi - Goldroom - Jacob Groening - The Wookies - Macarena - Aiamwhy - Anita Bubaloo | - The Blessed Madonna - Tiga - DJ Seinfeld - Zimmer - Tom & Collins - Andre VII - Yazz Escobar - Grenda - Azucarr |

### Hot Nuts Pilo’s Bar
| Viernes                                                                                   | Sábado                                                                            | Domingo |
| ----------------------------------------------------------------------------------------- | --------------------------------------------------------------------------------- | --- |
| - Luis y Julián - Cardenales de Nuevo León - Elías Medina - Cantina La Bolita - Fara Fara | - Justin Morales - El Coyote - Costumbre - La Sonora Dinamita - Fara Fara - Nanni | - Los Cadetes de Linares - La Mole y sus Amigos - Guardianes del Amor - Good Ole Boys - Camila Fernández - Fara Fara |